# Helsingør
Helsingør is een gemeente en stad in de regio Hovedstaden in Denemarken.
In verouderd Nederlands is de stad bekend als Elseneur of Elzeneur. In verouderd Engels is het Elsinore.

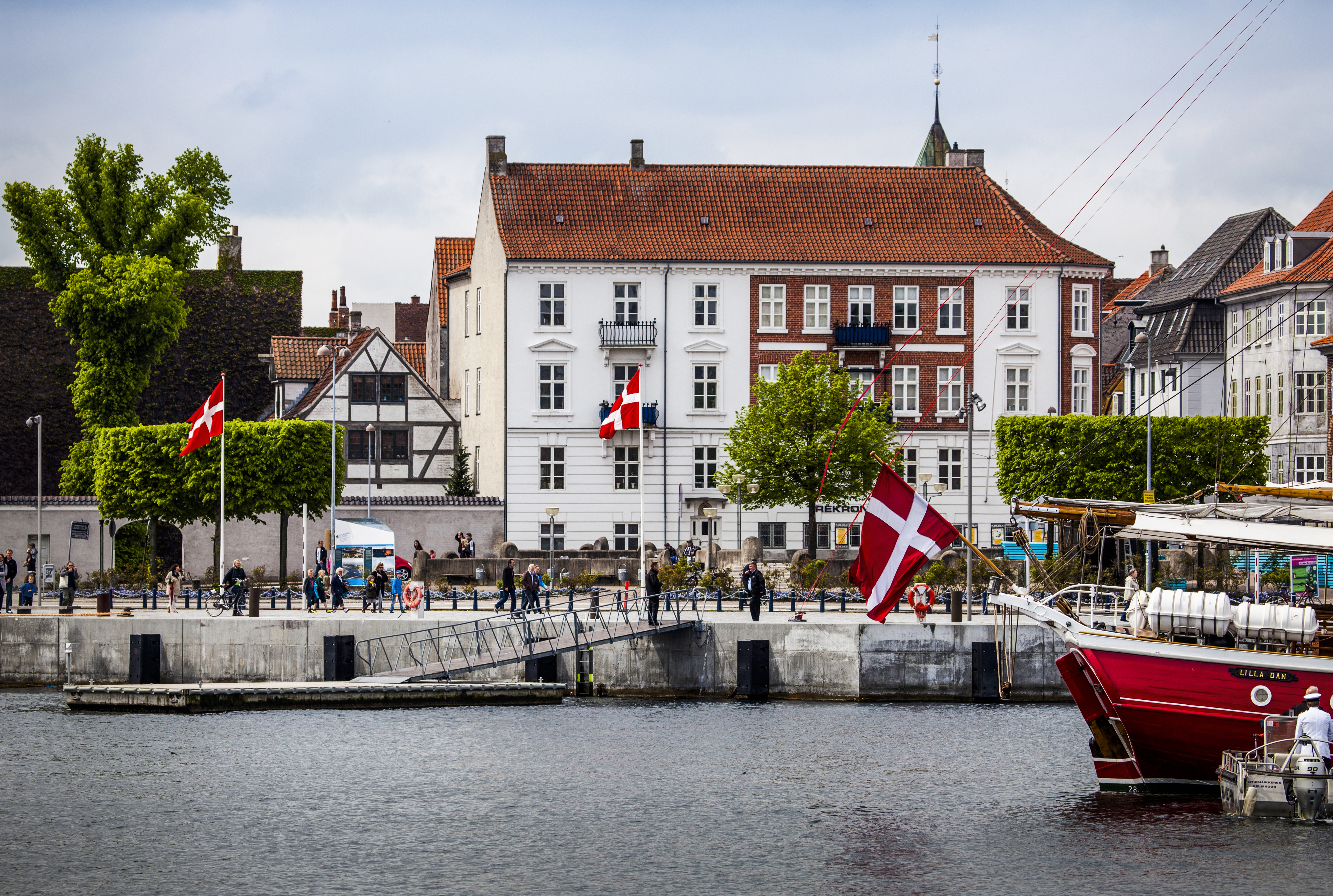
Haven van Helsingør

## Gemeente
De oppervlakte van de gemeente bedraagt 121,61 km². De gemeente telt 62.443 inwoners (2015).
Tot de afschaffing van provincies in Denemarken lag de gemeente Helsingør in de provincie Frederiksborg. Bij de herindeling van 2007 werd Helsingør niet samengevoegd, maar bleef een zelfstandige gemeente in de regio Hoofdstad (Hovedstaden).
Plaatsen in de gemeente: Gurre, Helsingør, Hornbæk, Hellebæk, Kvistgård, Langesø en Tikøb.

## Stad
De stad telt 34.339 inwoners (2007), en ligt aan het smalste deel van de Sont en heeft een veerverbinding met de stad Helsingborg aan de Zweedse kant. De Sont is hier vier kilometer breed.
Op een landtong in het oosten van de stad ligt Kasteel Kronborg. De plaats van handeling in het toneelstuk Hamlet van Shakespeare is kasteel Elsinore. Het stuk wordt hier vaak gespeeld.
Naast het kasteel ligt nationaal zee- en scheepvaartmuseum M/S Museet for Søfart.

## Vervoer
Voor de opening van de Sontbrug was de veerdienst op Helsingborg van groot belang. De Sont is hier op zijn smalst en beide steden liggen zo'n vier kilometer van elkaar. Na de opening van de brug in 2000 is het belang afgenomen, maar in 2019 vervoerde de rederij ForSea nog zo'n zeven miljoen passagiers, 1,3 miljoen personenwagens en een half miljoen vrachtwagens en bussen op deze route. Mols-Linien heeft in 2022 ForSea overgenomen en continueert de veerdienst. Overdag is er elke 15 minuten een afvaart voor vrachtwagens en elke twintig minuten voor passagiers en personen.

## Geboren
- Christiern Pedersen (± 1480), schrijver, geleerde, humanist, kanunnik
- Johannes Pontanus (1571), geschiedschrijver van Denemarken
- Dietrich Buxtehude (± 1637), componist, organist (geen bewijs dat hij inderdaad in Helsingør geboren is)
- Edgar Aabye (1865), atleet en journalist
- August Sørensen (1896-1979), atleet en olympisch deelnemer
- Willy Falck Hansen (1906-1978), wielrenner
- John Larsen (1962), voetballer
- Morten Løkkegaard (1964), politicus
- Bine Katrine Bryndorf (1969), organiste
- Steven Jeppesen (1984), golfprofessional
- Mikkel Hansen (1987), handballer
- Emil Berggreen (1993), voetballer
- Peter Vindahl Jensen (1998), voetballer